# 花樣年
花樣年控股集團有限公司（英語：Fantasia Holdings Group，港交所：1777），是一間中國大陸地產開發商，於1996年由前中共中央政治局常委、国家副主席曾庆红的侄女曾寶寶成立公司主要在深圳和成都等地開發房地產項目。公司註冊地設於開曼群島，公司總部則在廣東省深圳市福田區深南大道喜年中心。

## 发展轨迹
- 1996年，主要以参股方式介入房地产项目。
- 1999年，现任董事会主席、首席执行官潘军加入，花样年转型自己开发地产项目。
- 2005年，深圳成立了由星河地产董事长黄楚龙及 益田房地产集团董事长吴群力发起的『新地产联盟』，曾宝宝担任第一届理事会主席，潘军担任首任秘书长[3]。
- 2009年10月，据报道因“宣传不当”，被港交所警告，暂缓上市[4]。
- 2013年6月23日，花樣年全資發起的桂林市合和年小額貸款公司開業。據悉，合和年小貸註冊資本1億元人民幣
- 2013年12月1日，花樣年同意出售中國地產集團全部已發行股本及股東貸款，代價為人民幣4.05億元（約5.1億港元），交易完成後，中國地產集團將不再為花樣年附屬公司。
- 2013年12月24日，花樣年斥資1.64億元人民幣 向TCL多媒體（1070）母公司TCL集團收購物業，花樣年亦會購入有關項目的債務，估計債務金額將不多於23億元人民幣。上述收購代價大部分以現金支付，當中只有4100萬元人民幣的作價是以發行新股支付。花樣年收購的項目分別位於廣東惠州及武漢，項目總建築面積大約為120萬平方米。花樣年將會向TCL集團配售總值12.2億元的新股，該批股份相當於花樣年擴大後股本的15%；
- 2015年12月24日，花樣年完成收購星晨旅遊全部股權，未有公佈作價，星晨旅遊正式成為花樣年的集團成員之一，在香港及澳門經營旅遊及旅行代理業務。
- 2016年8月1日，花樣年控股及彩生活服務集團合夥企業深圳市幸福萬象投資和花樣年控股全資附屬公司深圳前海嘉年投資基金管理，斥資20億人民幣向萬達商業收購旗下除購物中心外的萬達物業管理全部股權，涉物管面積超過6000萬平方米。其中幸福萬象佔99%，前海嘉年佔1%。
- 2021年10月4日，花樣年控股集團发布公告称，公司未能偿还本应于当天付款的价值近2亿美元的票据。[5]

## 上市
2009年11月，花樣年控股集團在香港進行招股活動，招股價最終訂在每股2.18港元，集資31.78億元，公開發售部分超額認購約155倍，最終在2009年11月25日在香港交易所上市。曾宝宝作为创办人兼执行董事和大股东，拥有65%的股票，市值约70亿港元。
2010年11月30日，花樣年控股集團宣佈計劃發行1.2億臺灣存託憑證，每一股存託憑證代表兩股公司股份，集資所得會與泰偉電子共同開發的金門旅遊項目。2011年10月，花樣年控股集團公佈因市況不佳放棄發行存託憑證。

## 管理层
現任執行董事有潘軍、曾寶寶、馮輝明。

## 外部參考
1. ↑  .   [2010-03-18]. （原始内容存档于2016-03-05）.
2. ↑  花樣年週四重啟招股 最多募資32億港元 （页面存档备份，存于） 財經日報，2009年11月10日
3. ↑  .   [2010-03-18]. （原始内容存档于2012-05-02）.
4. ↑  .   [2010-03-18]. （原始内容存档于2016-03-04）.
5. ↑   (PDF).   [2021-10-07]. （原始内容 (PDF)存档于2021-10-06）.
6. ↑  花樣年接近上限定價 蘋果日報即時新聞，2009年11月18日
7. ↑  
花样年上市 曾宝宝跻身内地女富豪20强 的存檔，存档日期2009-11-29.
8. ↑  花樣年赴臺發TDR 12億入股開發旅遊項目 金融界，2010年12月2日
9. ↑  花樣年因市況未明朗 決定終止發行TDR建議[永久] 新浪網，2011年10月19日
10. ↑  花樣年控股集團 官方網 （页面存档备份，存于）

## 外部連結
- 花樣年控股集團有限公司 （页面存档备份，存于）
- 花樣年控股集團有限公司招股文件 （页面存档备份，存于）